# West Langdon
West Langdon est un village du Kent, en Angleterre.